# CHa-13
CHa-13 — мисливець за підводними човнами Імперського флоту Японії, який взяв участь у Другій світовій війні.
CHa-13 належав до серії допоміжних мисливців, споруджених з використанням можливостей малих суднобудівних підприємств. Ці кораблі мали дерев'яний корпус та при зникненні зацікавленості в них зі сторони збройних сил мали бути перетворені на риболовецькі судна.
Спорудження корпусу CHa-13 здійснили на верфі в Фукуоці, а його оснащення озброєнням провели на верфі ВМФ у Сасебо.
З березня 1943-го корабель кілька місяців ніс службу в районі порту Сасебо, а в червні 1943-го був призначений до переводу у Меланезію. У серпні CHa-13 пройшов до Рабаула (головна передова база в архіпелазі Бісмарка).
1 листопада 1943-го корабель перебував біля південного завершення острова Бугенвіль (на який тільки-но висадився десант союзників). Тут CHa-13 був виявлений та потоплений американською авіаносною авіацією.